# 로드아일랜드 식민지
로드아일랜드 식민지(Colony of Rhode Island and Providence Plantations)는 1636년에서 1790년까지 북아메리카 현재 미국 로드아일랜드주 영역에 존재한 영국령 식민지이다. 1636년, 신학자이자 독립적인 설교자 및 다국어에 능통했던 로저 윌리엄스가 내러갠셋 족의 추장 카노니카스에게 받은 토지에 설립했다. 윌리엄스는 매사추세츠 만 식민지에서 종교의 박해를 받고 도망쳐 온 자로서, 동료 개척자들과 ‘공적인 일’에 다수결을 원칙으로 ‘양심의 자유’를 정한 평등주의 헌법 합의를 이끌어냈다.

## 개요
로드아일랜드의 면적은 약 1,214 평방 마일 (3,150 km2)이다. 지형은 산이 없고 대부분 평탄하다. 역사가들은 그 명칭이 이탈리아 탐험가 조반니 다 베라차노로부터 기원되었다고 주장한다. 조반니 다 베라차노가 부근의 ‘블록 섬’을 발견했을 때, 그 지형이 그리스의 ‘로도스섬과 비슷했기 때문에 로드아일랜드로 명명했다고 한다. 네덜란드어 ‘로드아일랜드’(붉은 섬)에서 유래되었다는 설도 있다.
로저 윌리엄스는 식민지를 신이 그와 그의 추종자에 부여했다고 믿고 프로비던스(신의 섭리)라고 이름을 붙였다. 윌리엄스는 나라간세트 만에 다른 섬에도 미덕을 따서 이름으로 지었다. 페이션스 섬 (인내), 프로던스 섬(분별), 호프 아일랜드(희망) 그것 들이다.

## 역사
1637년, 침례교 지도자 앤 허치슨이 아퀴드넥 섬을 원주민에서 구입하여, 현재 포츠머스로 알려진 포카셋에 정착했다. 허치슨과 함께 정착한 사람은 그녀의 남편 윌리엄 코딩턴 및 존 클라크 등이 있었다. 기타 가까운 곳에 살고 있던 도주 정착민이 들어와 개척지는 느슨한 동맹을 만들었다. 그러나 그들은 그 독립에 대한 위협에 때문에 1643년에 영국령 식민지로 인정받기를 모색했다. 런던 혁명 장기 의회가 1644년 3월에 토지의 특허를 인정했다. 개척민들은 주지사 두는 것은 거부하는 대신, 선출된 ‘의장’과 위원회를 구성하였다.
이 식민지는 당시로서는 매우 진보적이었으며, 마녀 재판을 폐지하고 채무의 수감과 대부분의 극형을 폐지하는 법률을 제정하는 한편 1652년 3월 18일, 흑인과 백인 모두의 자산으로의 노예제도를 폐지하였다.
1651년, 윌리엄 코딩턴은 잉글랜드에서 이른바 코딩턴 위원회를 설치하는 또 다른 인가를 받게 된다. 이것으로 그는 코네티컷 식민지와 매사추세츠 만 식민지의 연방으로 로드아일랜드와 코내니컷 제도의 종신 주지사가 되었다. 이에 대한 항의로 공공연한 반란을 일으키거나 또한 런던의 올리버 크롬웰에게 보내는 탄원서가 제출되었으며, 1653년에 원래의 인가가 회복되게 된다.
1660년에 영국의 혁명 정부가 전복되고, 잉글랜드 왕정복고가 이뤄지자 새로운 국왕 찰스 2세의 공인을 받을 필요가 생겼다. 찰스 2세는 개신교가 압도적으로 우세한 잉글랜드에서 가톨릭 교회의 동조자이며, 식민지에서 종교적 자유의 보장을 인정했다. 1663년에는 ‘로드아일랜드 및 프로비던스 플랜테이션 식민지’에 선출된 주지사와 의회를 둔다는 요청도 인정했다. 그 시대에는 박해를 받던 많은 집단이 식민지로 들어갔는데, 그 중에는 퀘이커 교도와 유대인 무리가 많았다. 북미에서는 두 번째로 예배당이 1763년 뉴포트에 지어졌다. (첫 회당은 1729년에 뉴욕에 세워졌다.)
이 식민지는 영국 왕 제임스 2세가 영국령 북아메리카의 자치 식민지를 왕실령으로 강제하려 하자, 1686년에 뉴잉글랜드 자치령에 흡수되었다. 이때부터 노예제를 포함한 많은 진보적 법률이 폐지 또는 무효화되었다. 1688년 명예혁명 이후 식민지는 왕실공인 하에 독립을 회복하게 된다.
경제 기반은 농업, 특히 낙농업과 어업도 활발했다. 임업과 조선업도 큰 산업이 되었다. 아이러니하게도 이 식민지는 그 노예무역으로 번성하였고, 카리브해의 설탕을 포함한 수익성 좋은 삼각 무역의 일부로 아프리카 식민지에서 증류한 럼주를 팔았다.
로드아일랜드는 13개 식민지 중 영국 왕실에 대한 충성을 파기한 최초의 식민지였지만(1776년 5월 4일), 미국 헌법을 비준한 것은 제일 늦었다. (1790년 5월 29일).

## 같이 보기
- 미국 독립 전쟁
- 영국령 아메리카